# 小笠原智史
小笠原 智史（おがさわら ともふみ）は、日本のフリーイラストレーター。北海道出身。
主に小説のイラストやメカデザインを担当している。

## 経歴
北海道から単身上京し、ゲーム会社に入社。グラフィックとメカデザインを担当した後、フリーのイラストレーターとなった。

## 主な作品

### 漫画
- 幻奏戦記ルリルラ
- 新機動戦記ガンダムW Endless Waltz 敗者たちの栄光
- コードギアス 反逆のルルーシュ Re;
- コードギアス 復活のルルーシュ

### 小説
- トリシア先生シリーズ（イラスト）- 南房秀久著、富士見ファンタジア文庫（富士見書房）刊
  - トリシアシリーズ（イラスト）- 南房秀久著、エンタティーン倶楽部（学習研究社）刊
- 水の都のフローラ（イラスト）- 南房秀久著、エンタティーン倶楽部（学習研究社）刊
- フローラと七つの秘宝（イラスト）- 南房秀久著、エンタティーン倶楽部（学習研究社）刊
- 機動戦士ガンダムSEED（口絵、イラスト）
- 機動戦士ガンダムSEED DESTINY（口絵、イラスト）
- ジオニックフロント 機動戦士ガンダム0079（イラスト）
- 魔界屋リリーシリーズ（イラスト）-高山栄子著、フォア文庫
- 霊界教室恋物語シリーズ（イラスト）-高山栄子著、フォア文庫
- グルメ小学生シリーズ（イラスト）-次良丸忍著、フォア文庫

### ゲーム
- POWER DoLLS（メカデザイン）
- Sequence Palladium（メカデザイン）
- Remote Presence（メカデザイン、グラフィック）
- ブルーフロウ（メカデザイン）
- ブルーブラスター（メカデザイン）

### 雑誌
- 機動戦士ガンダムSEED・RGBイラストレーションズ（イラスト）
- 機動戦士ガンダムSEED・RGB・DESTINYイラストレーションズ（イラスト）

### アルバムジャケット
- TWO-MIX『TWO-MIX 25th Anniversary ALL TIME BEST』（初回限定盤イラスト）[1]